# 蓓比·札哈里亞斯
米尔德丽德·埃拉·“蓓比”·迪德里克森·札哈里亞斯（英語：Mildred Ella "Babe" Didrikson Zaharias，1911年6月26日—1956年9月27日），美國女子運動員，她在高爾夫球、籃球與田徑方面都有傑出的成就。蓓比先是1932年夏季奧林匹克運動會兩面田徑金牌得主，後轉為職業高爾夫球選手，並贏得 10次美國女子職業高爾夫協會冠軍，被認為可能是史上最全能的女子運動員。

## 傳奇
札哈里亞斯被ESPN（Entertainment Sports Programming Network）稱作是20世紀北美10位最偉大的運動員之一，同樣也被美聯社（Associated Press）喻為20世紀北美9位最偉大的運動員之一。
她打破了當代既定的女性形象，擁有身高170公分、體重52公斤，使得札哈里亞斯的體格明顯異於同時代的女性，即便同是女性運動員，她所呈現的感覺仍較為陽剛且強壯。
札哈里亞斯於1951年被世界高爾夫球名人堂列名。1957年，在她逝世後四個月左右獲得 Bob Jones Award（美國高爾夫球協會最高榮譽）的殊榮。此獎由她的丈夫－喬治代為授獎。札哈里亞斯同時也是首6位列名在美國女子職業高爾夫球協會（Ladies Professional Golf Association）的運動員。
德州博蒙特設有蓓比·札哈里亞斯博物館。並札哈里亞斯和她先生所擁有的高爾夫球課程以她的名字來命名，名為蓓比·札哈里亞斯的高爾夫球課，位於佛羅里達州坦帕，也成為當地著名的地標。
在1981年美國郵政為札哈里亞斯發行18分（美金）的紀念郵票一同悼念這位女性運動家。

### 當代印象
我到寧願 Didrikson 與她的同路人乖乖待在家裡，把自己打扮得漂亮一些，等著電話鈴聲響起。
— 體育記者 Joe Williams, 紐約世界郵報 
Williams' 的言論揭示 20 世紀前期，一些人對於非傳統典型女性的態度。然與此同時，美聯社基於其田徑以及高爾夫球的表現，六次將她選為 “年度最佳女運動員”；同時，於1950 年，她壓倒性的獲選為 “半世紀最偉大女性運動員”。除了對當時的女性、女孩留下影響外，她同時給經驗豐富的體育作家留下深刻的印象：
除非看到她的表演，否則你會難以相信…你將看到最無暇的肌肉展現，完整的身心協調乃為體育界從所未有
— 體育記者 Grantland Rice，引述自ESPN

## 外部連結
- Babe Didrikson Zaharias Foundation official site on archive.org